# 鞘甲亜綱
鞘甲類（しょうこうるい、英語: thecostracan、学名: Thecostraca）は甲殻類を大きく分けた分類群の一つ。分類学上は鞘甲綱もしくは鞘甲亜綱（別名: フジツボ亜綱）とされる。フジツボ・エボシガイ・カメノテ・フクロムシ・シダムシなどが含まれる。成体は固着性の濾過摂食者や寄生虫で、一見甲殻類とは思えない姿をしたものが多い。キプリス幼生を経て成長するのが最大の特徴。2,000以上の種が記載され、確定的な化石記録は約3億年前の古生代石炭紀まで遡る。

## 特徴
鞘甲類はれっきとした甲殻類の節足動物であるが、成体はほとんどが付着生物（固着性 sessile）で一見節足動物らしからぬ姿をしており、多くの甲殻類と似た形で自由生活するのは幼生のみである。そのため、鞘甲類は幼体が判明するまで節足動物でない別生物と誤解釈されたこともあり、例えばフジツボは19世紀まででは貝と同様な軟体動物と考えられた。

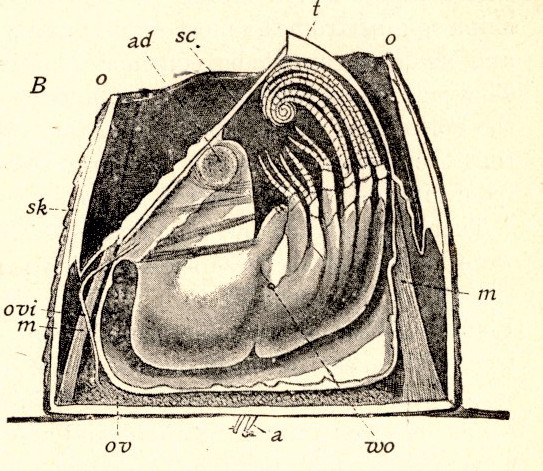
岩石に付着するフジツボの採餌
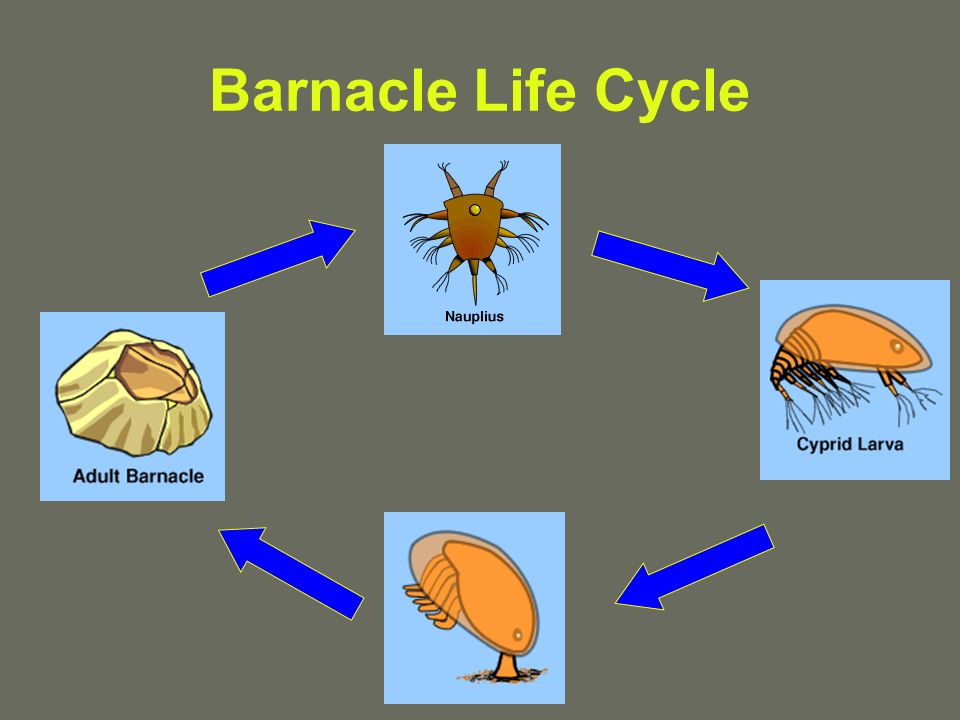
フジツボの断面図
- フジツボの生活環

蔓脚類（広義のフジツボ）のうち完胸類（エボシガイ・カメノテ・狭義のフジツボなど）は殻板に覆われるが、中の本体は甲殻類的で、上唇 (labrum)・大顎 (mandible) ・小顎 (第1小顎 maxillula と第2小顎 maxilla) を頭部に、6対の二叉型で蔓状の胸肢 (thoracopod, 蔓脚) を胸部に有する。基底の付着面中央はキプリス幼生時代（後述）の第1触角 (antennula) に当たる部分であるため、本体は頭部側から殻の内壁に繋がれ、仰向けの姿勢をしている。胸部を殻口に向けて伸縮し、前述した付属肢で水中の有機物質を濾過摂食する。なお、脱皮はこの本体のみに行われ、殻板は脱皮せずに成長し続ける。完胸類は主に岩に付着するが、表在生物 (epibiont) として他の動植物（クジラ・ウミガメ・貝・他の甲殻類・マングローブなど）に付着する種類もいる。ごく一部は他の動物に外部寄生をし、本体の付属肢が退化する代わりに、特化した付着面を用いて宿主の体内から栄養を吸収する（サメの表皮に寄生する Anelasma 属など）。
同じ蔓脚類のツボムシ（尖胸類）も完胸類と似たような本体をもつが、殻板をもたず、代わりに石灰岩・サンゴ・ヤドカリが背負う巻貝などに巣穴を穿孔して宿っている。

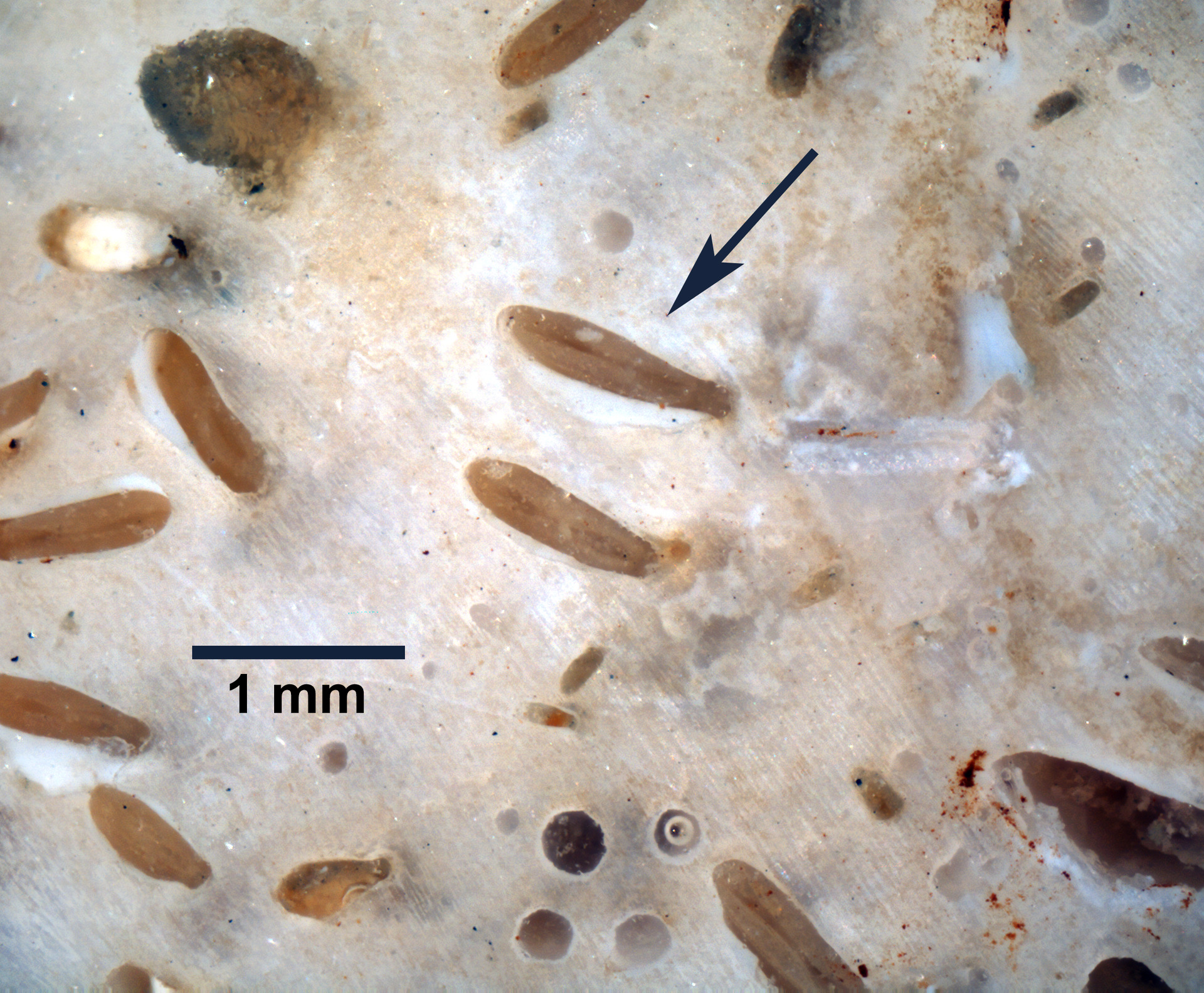
ツボムシの巣穴の開口部
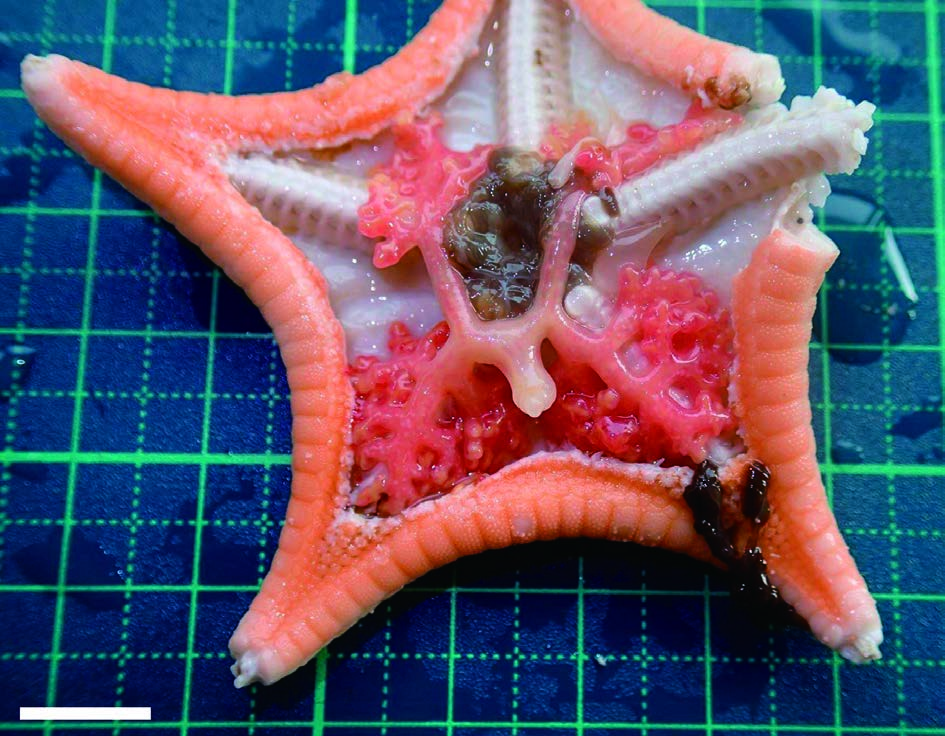
ヒトデの体内に寄生するシダムシ
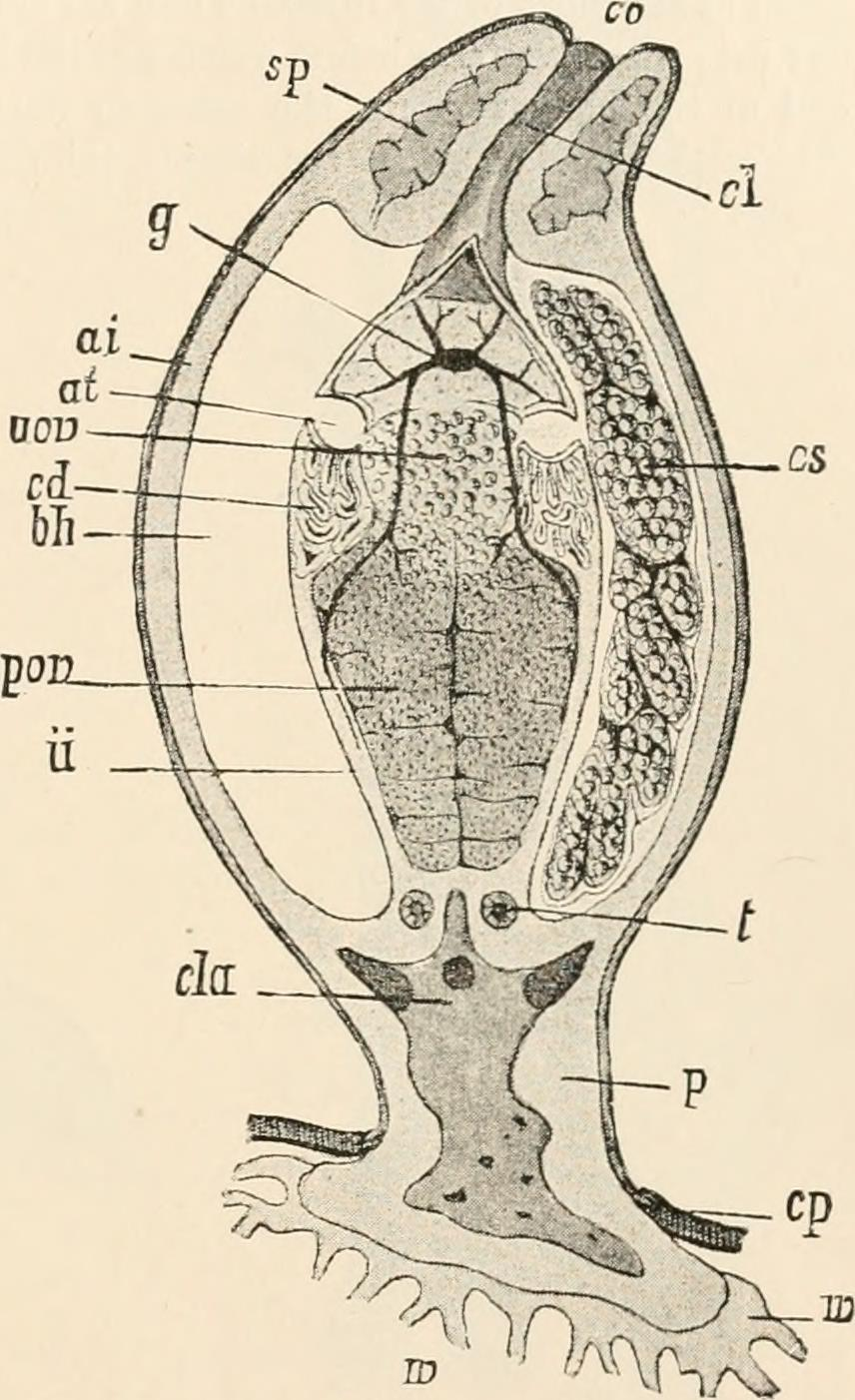
フクロムシの断面図

内部寄生に特化した嚢胸類（シダムシ・キンチャクムシなど）と蔓脚類のフクロムシ（根頭類）は肉塊状で、消化器や外骨格・付属肢・関節・体節など節足動物の性質がほぼ見られず、メスは根状の構造を宿主の体内に巡らせて栄養を吸収する。前者は棘皮動物（ヒトデなど）や刺胞動物（サンゴなど）に、後者はカニ・エビ・ヤドカリなど他の甲殻類に寄生する。ハンセノカリス（彫甲類）の成体は未だに不明だが、キプリス幼生直後の変態により（後述）、おそらく前述したような内部寄生者であったと考えられる。
成体でも移動能力をもつものは僅かしかない。カメフジツボは宿ったウミガメの甲羅の上を緩慢に移動できる。嚢胸類の Synagogidae 科のメス成体は、鞘甲類として例外的に後述の幼生らしき構造を概ね維持し、一部は活動的で別の宿主に泳ぎ、水のない場所に置かれても跳躍で移動することが可能である。
雌雄は完胸類とごく一部の嚢胸類が雌雄同体に特化するが、それ以外の種類は雌雄異体。中でもフクロムシとほとんどの嚢胸類は著しい性的二形を示し、オスはメスの体内に住み着く矮雄である。体節が見られる場合、生殖孔 (gonopore) はメスが第1胸節に、オスが7胸節にペニスとして付属する。
ほとんどが海洋生物であるが、フクロムシには淡水性（淡水十脚類に寄生）の種類がいる。

鞘甲類の多様性
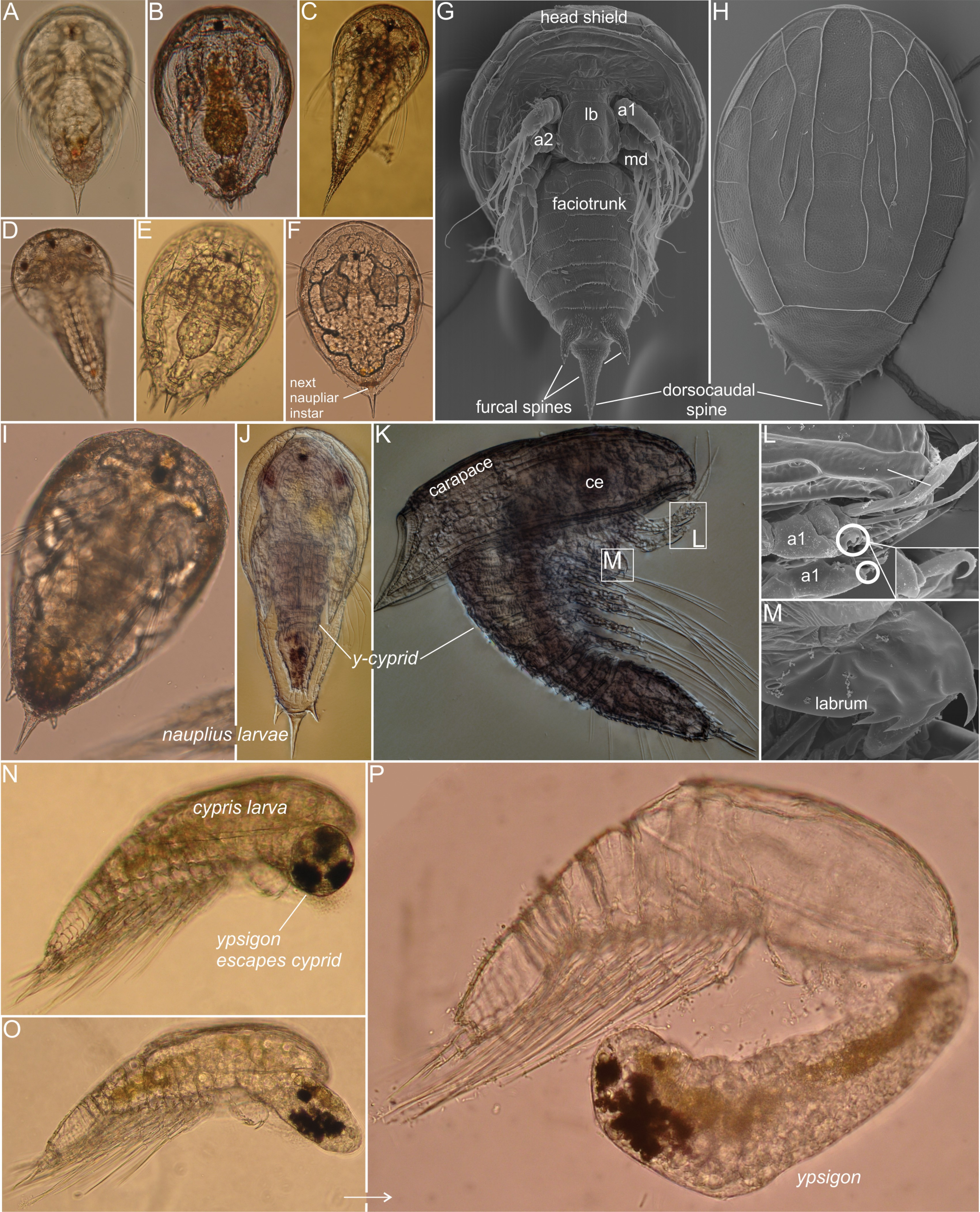
ハンセノカリスの幼生
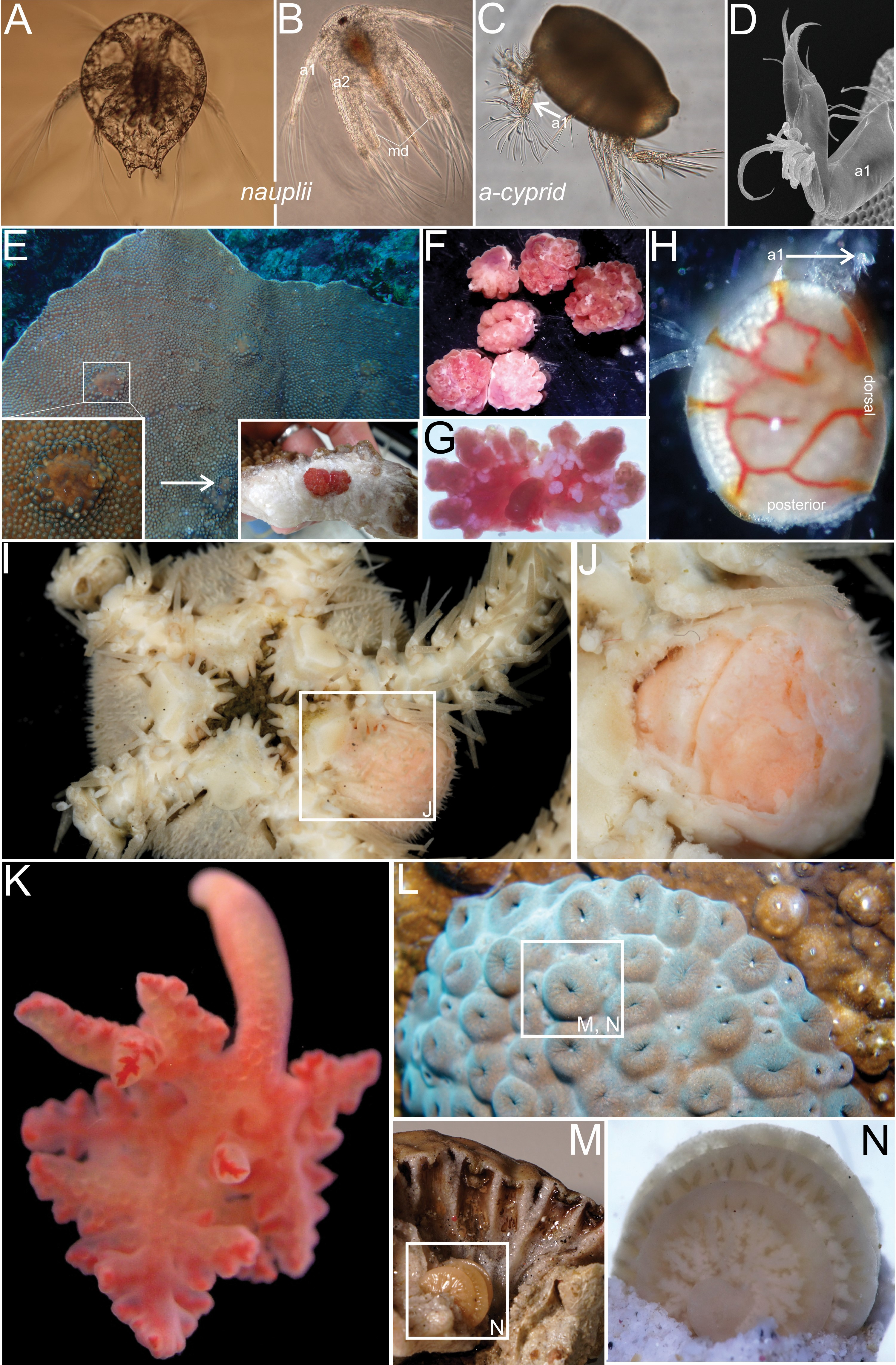
嚢胸類
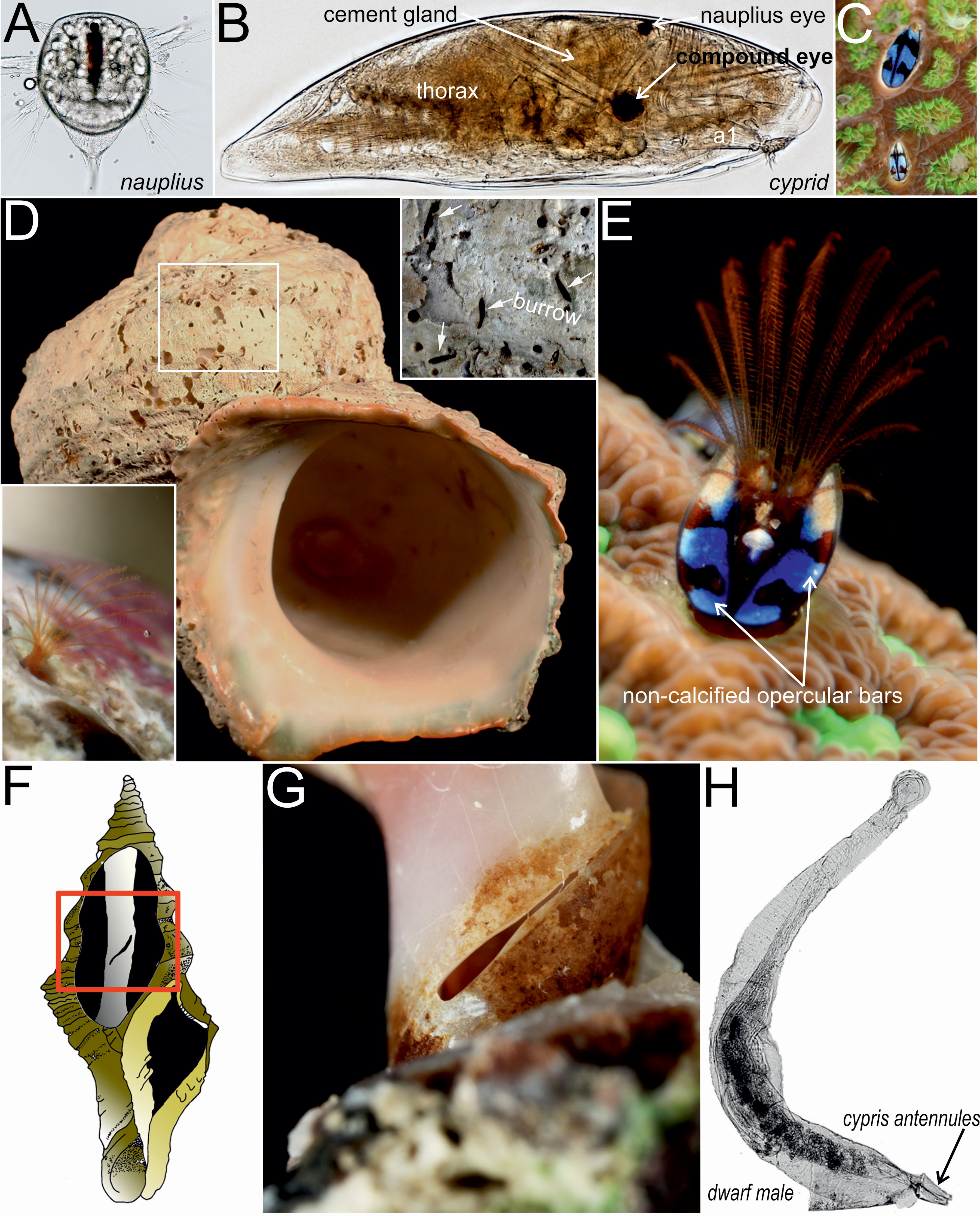
ツボムシ
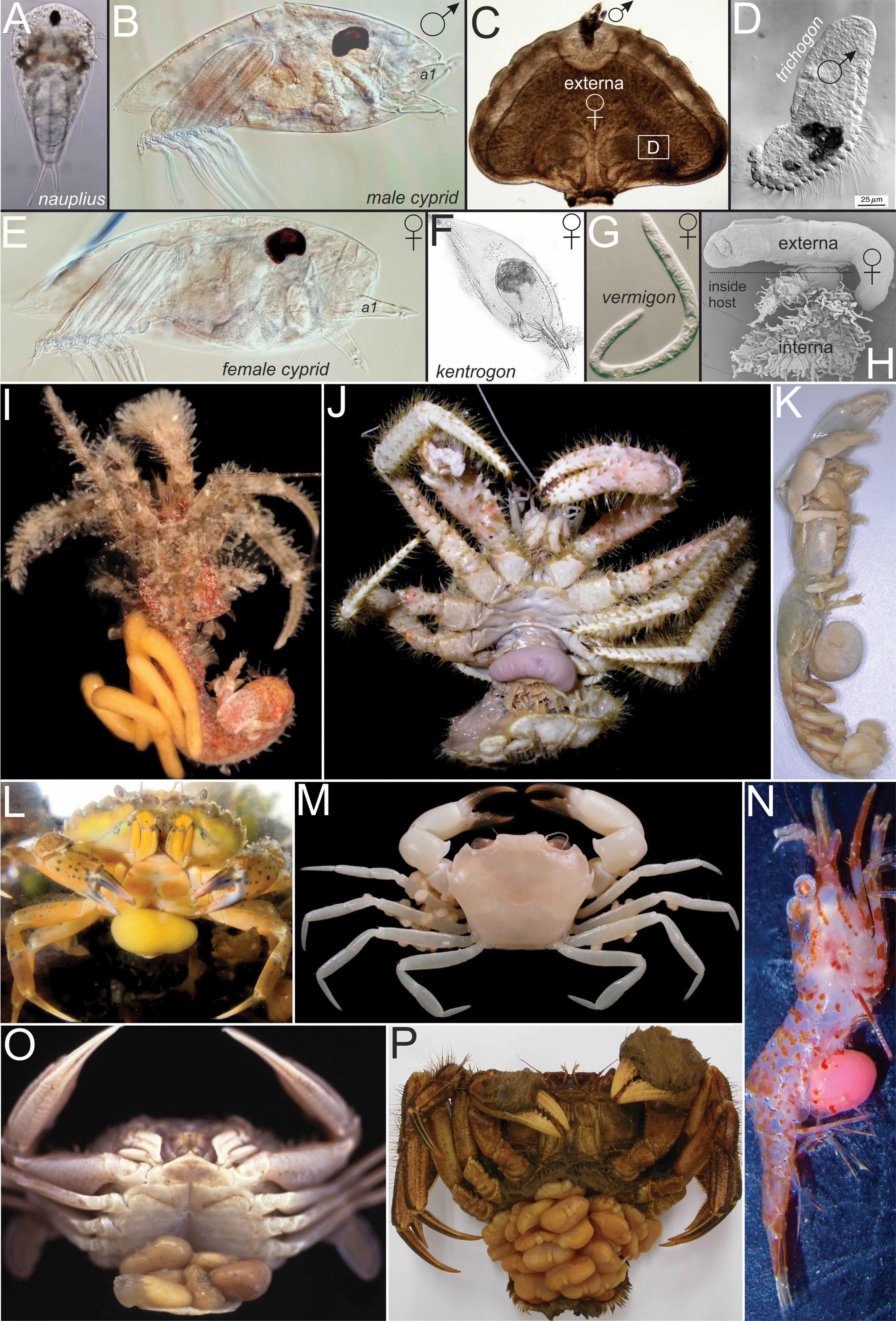
フクロムシ
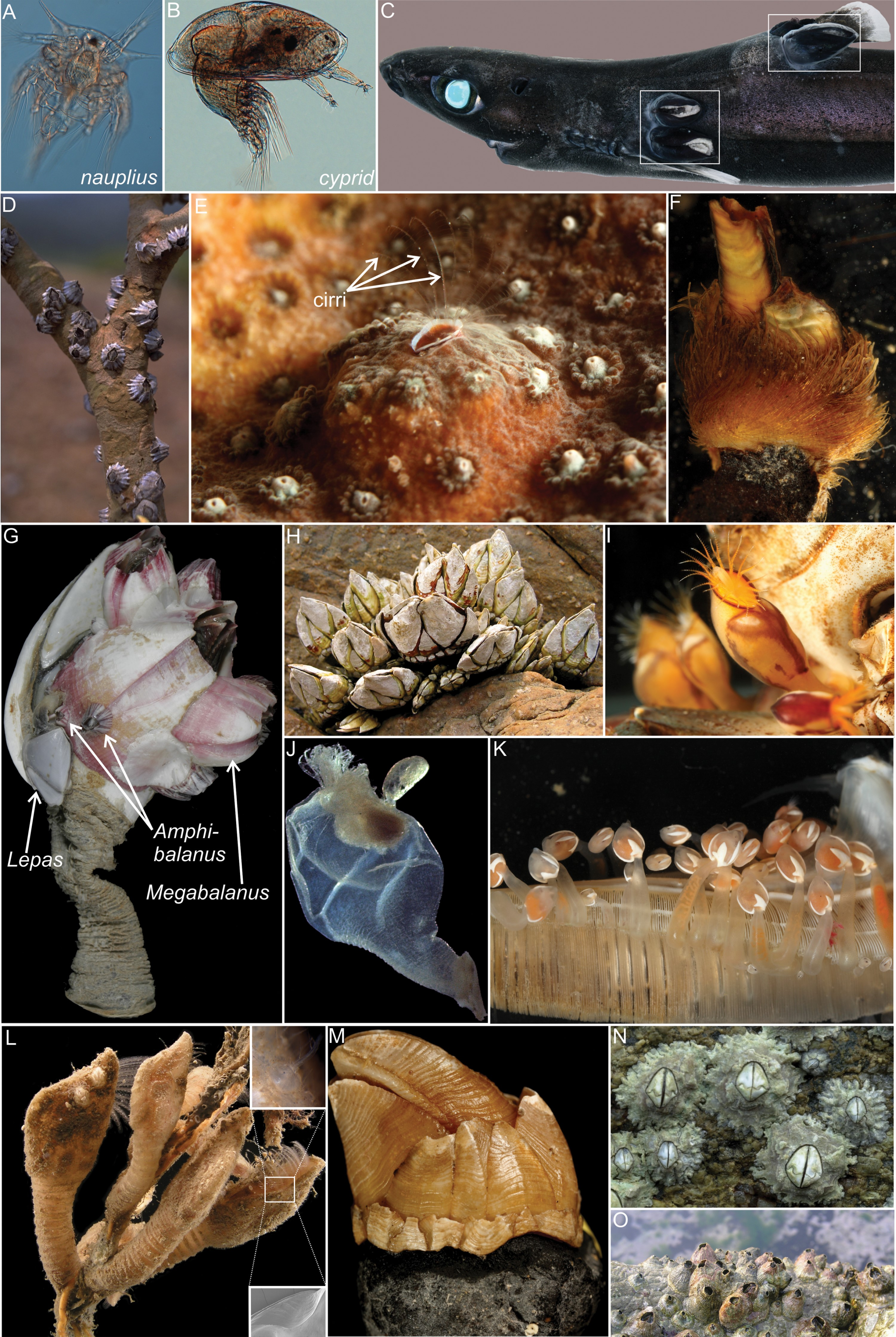
完胸類

### 幼生

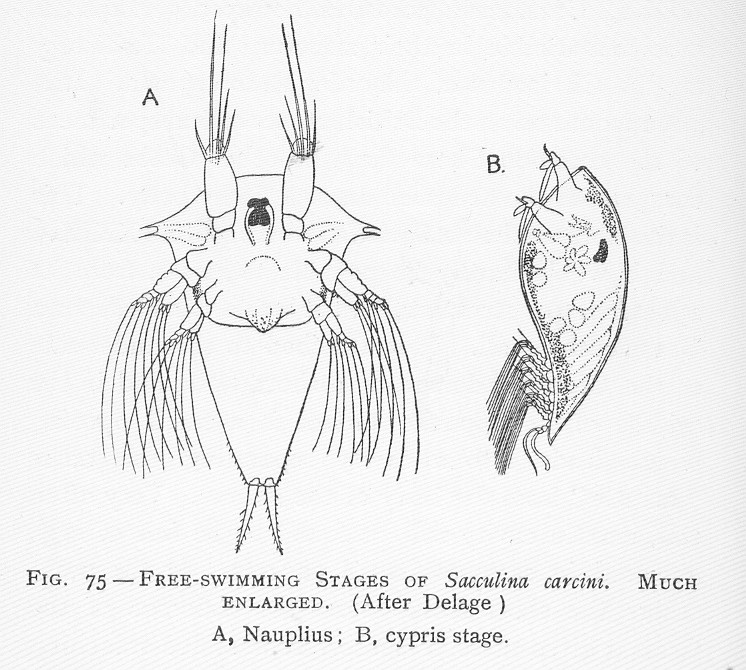
フクロムシの一種 のノープリウス幼生 (A) とキプリス幼生 (B)

卵や幼生はしばらく親の体内に守られてから水中へと放出される。多くの甲殻類と同様、放出後の幼生は成体と大きく異なる姿で微小なプランクトンとして自由生活をし、通常はノープリウス幼生 (nauplius larva) として孵化する。正面の第1触角で感覚とバランスを取り、発達した第2触角 (antenna) と大顎で水中を泳ぎ、第1と第2小顎以降の機能的な付属肢対を持たない。外見はカイアシ類のものと似ているが、蔓脚類の場合は機能不明な腺を有する1対の角状突起を前面左右にもつ。ノープリウス幼生は摂食するもの（プランクトン栄養型、ほとんどの完胸類）と摂食しないもの（卵黄栄養型、フクロムシ・ツボムシなど）がいる。なお、ごく一部の種類はノープリウス幼生期を省略し、直接後述のキプリス幼生として孵化する。

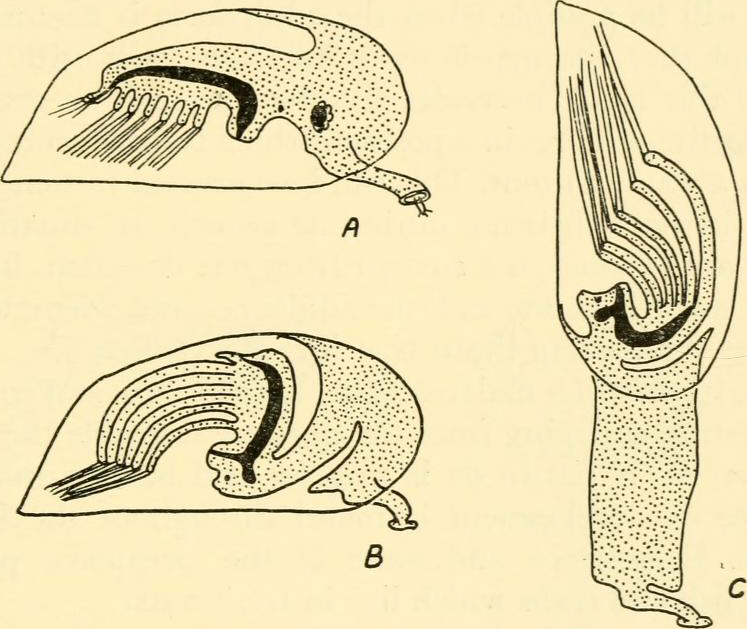
蔓脚類のキプリス幼生から有柄類フジツボの形への変態

数回の脱皮を経たノープリウス幼生は、次第に本群特有の「キプリス幼生」(cypris, cyprid larva, cypridoid) へと変態する。この幼生は頭部由来の大きな背甲 (carapace, head shield) に覆われ、ノープリウス幼生から受け継いだ単眼（ノープリウス眼、中眼）の他に1対の複眼（側眼）をも内部に有する。他の頭部付属肢が退化する代わりに第1触角が発達し、その先端は彫甲類や嚢胸類では鉤爪状だが、蔓脚類ではセメント腺と数多くの感覚毛をもつ。胴部はエビ状で、胸部の前6節が通常6対の胸肢を備わる。なお、一部の嚢胸類は胸肢が4対のみ、Cryptophialidae 科のツボムシとフジツボフクロムシ科のフクロムシの場合は胸肢が退化消失する。腹部は彫甲類や嚢胸類では3節に伸びるが、蔓脚類では退化的である。末端の尾節 (telson, 肛門節 anal somite) には1対の尾叉 (caudal rami) をもつ。キプリス幼生は単に成体に適した基底を求める段階であり、摂食をせず、胸肢で水中を泳ぎ、第1触角で二足歩行のように基底の表面を這う。合適な表面にたどり着くと第1触角で体を固定し、次の段階に変態する。多くはそのまま成体を小型にしたような形態 (juvenile) に変態するが、フクロムシは細胞塊と化したかのような変態を経てから成体の形になる（この際メスは宿主に侵入、オスはメス成体の内部に付着する）。似たような変態は成体が未だに不明のハンセノカリスにも見られる。

## 分類
1950年代から2000年代にかけて、鞘甲類は鰓尾類やカイアシ類など数多くの小型甲殻類の綱/亜綱と共に、顎脚類（顎脚綱 Maxillopoda）の一亜綱としてまとめられてきた。しかし2000年代以降では、主に分子系統解析の進展により、顎脚類は他の汎甲殻類（甲殻類+六脚類）に対して多系統群として解体され、そのうち鞘甲類とカイアシ類は、むしろ軟甲類と単系統群（多甲殻類 Multicrustacea）になることが多くの解析結果に支持される。

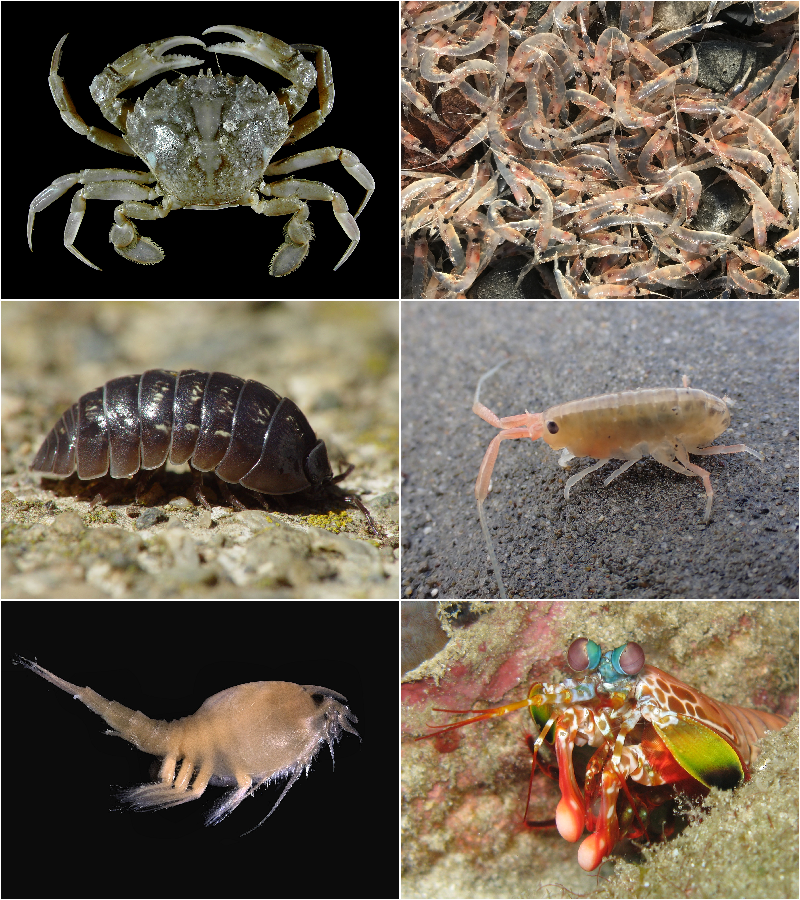
軟甲類
カイアシ類
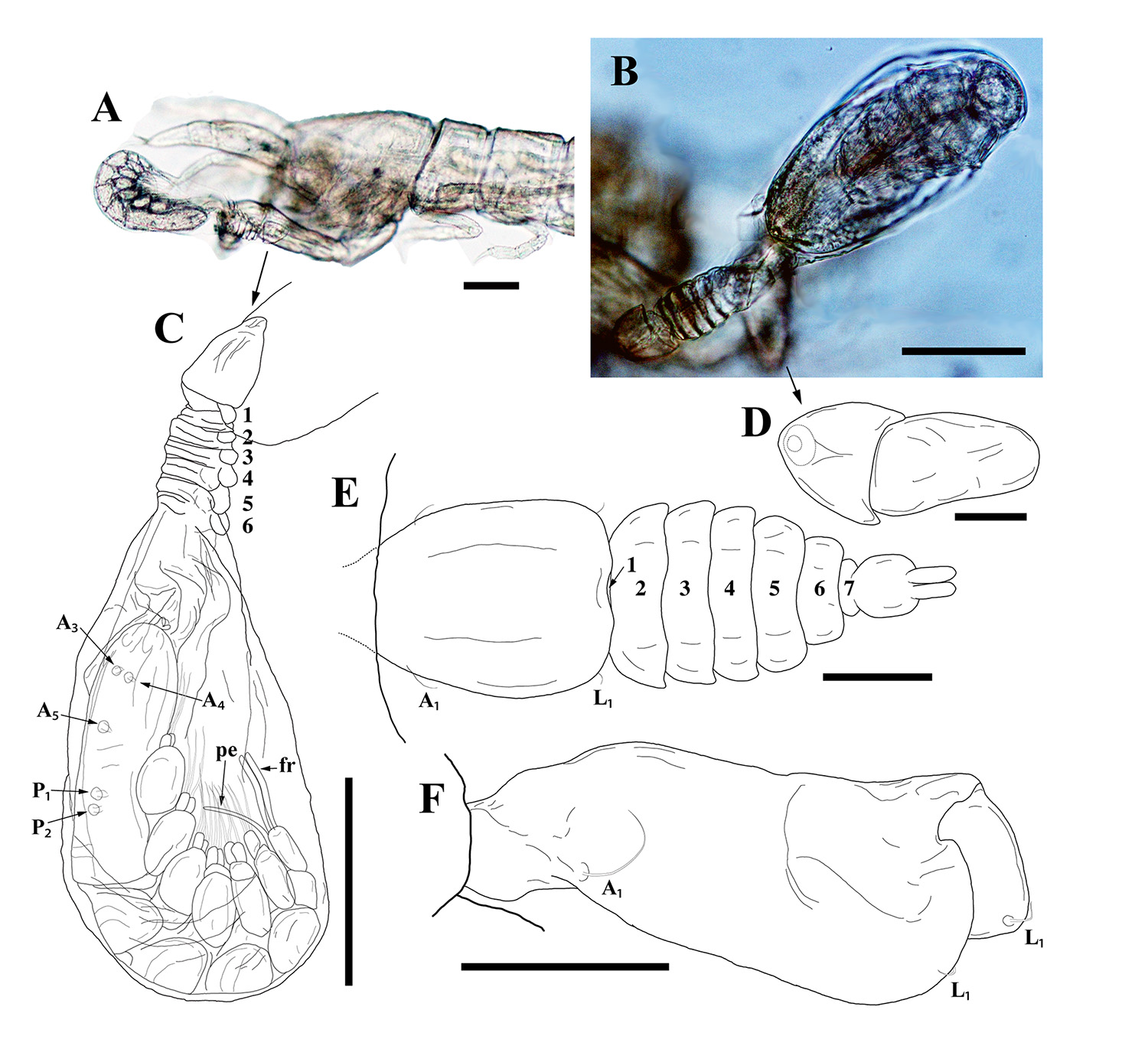
ヒメヤドリエビ類

多甲殻類の中で、鞘甲類は軟甲類（共に共甲類 Communostraca をなす）とカイアシ類（共に六幼生類 Hexanauplia をなす）のいずれかの姉妹群とされるが、2010年代後期では、六幼生類説の方が相対的に有力である。それ以外では、ヒメヤドリエビ類（Tantulocarida）との類縁関係も示唆され、これが鞘甲類の内部系統に含まれる可能性もある。

### 下位分類

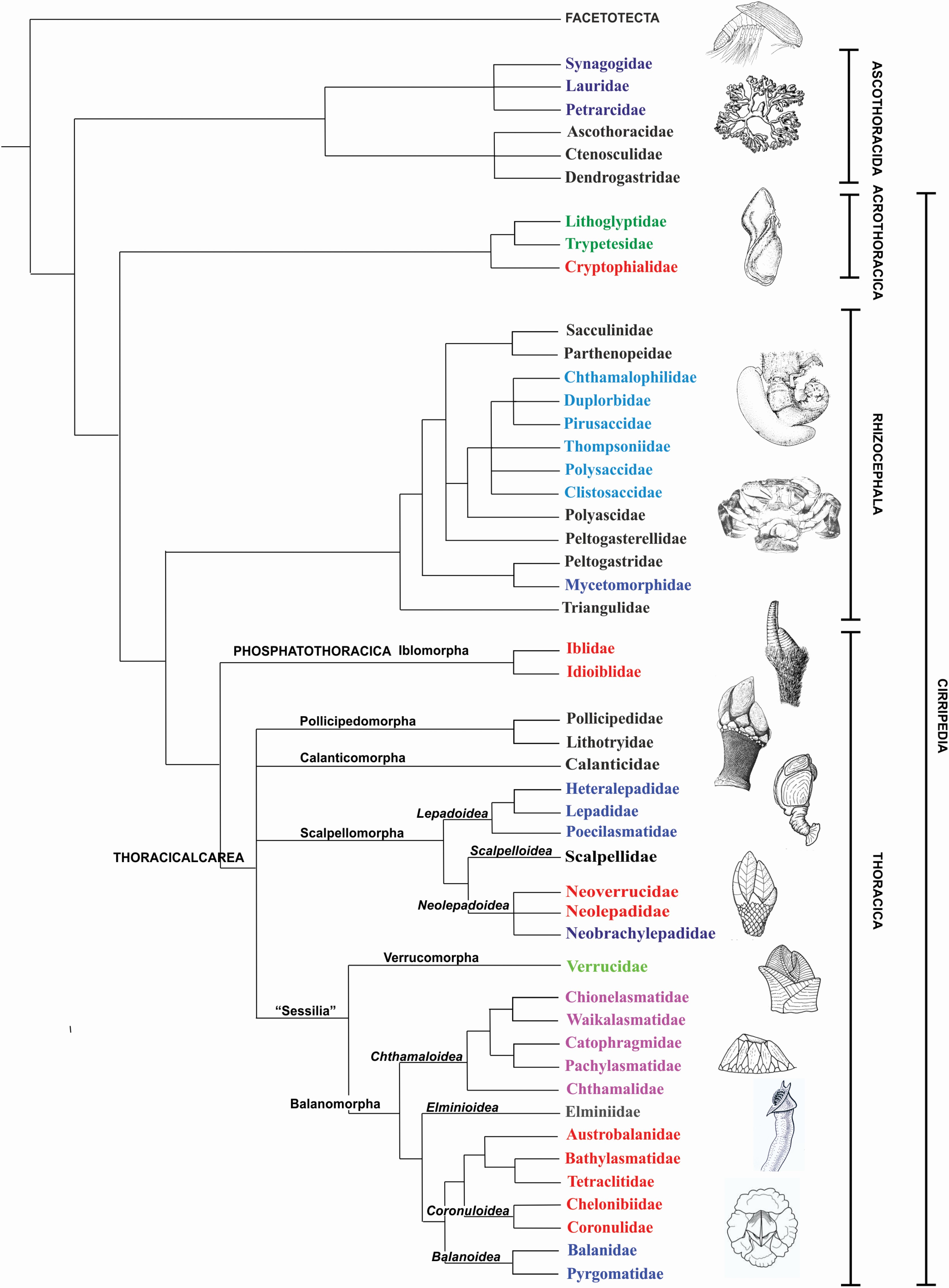
鞘甲類の各科の系統関係

鞘甲類の大まかな内部構成については、彫甲類が基盤的で、嚢胸類と蔓脚類が姉妹群をなし、そして蔓脚類の中では尖胸類が基盤的で、根頭類と完胸類が姉妹群になるという系統関係が分子系統解析で広く認められる。
鞘甲類は長い間顎脚綱に分類され、後に新設した六幼生類も綱とされるため、分類階級は長い間亜綱とされていた。しかし前述した通り顎脚綱は後に解体され、六幼生類の単系統性も不確実性がある。Chan et al. 2021 以降では鞘甲類が独自の綱に昇格され、その下位分類の階級や構成もいくつか変更された。
特記しない限り、以下の分類は Chan et al. 2021 に従い、鞘甲亜綱の場合で異なった階級も括弧に併記する。科より上位の分類群の太字、絶滅群は「†」、化石記録のある科は地質時代まで特記する。和名はBISMalによる。
- Thecostraca 鞘甲綱（鞘甲亜綱）
  - Facetotecta 彫甲亜綱（彫甲下綱）
    - Hansenocarididae 科 - ハンセノカリス。

  - Ascothoracida 嚢胸亜綱（嚢胸下綱）- シダムシ、キンチャクムシなど。
    - Dendrogastrida シダムシ目 
      - Ascothoracidae 科
      - Ctenosculidae 科
      - Dendrogastridae シダムシ科

    - Laurida キンチャクムシ目
      - Lauridae キンチャクムシ科
      - Petrarcidae サンゴカクレムシ科
      - Synagogidae 科

  - Cirripedia 蔓脚亜綱（蔓脚下綱/フジツボ下綱）- 広義のフジツボ。
    - Acrothoracica 尖胸下綱（尖胸上目） - ツボムシ。かつては下位分類が Apygophora 無肛目 と Pygophora 有肛目のいずれかに分類された。
      - Cryptophialida 目
        - Cryptophialidae 科

      - Lithoglyptida 目
        - Lithoglyptidae サンゴツボ科
        - Trypetesidae 科

    - Rhizocephala 根頭下綱（根頭上目） - フクロムシ。Høeg et al. 2020 では目階級とされ、またそれ以前では下位分類群がケントロゴン目 Kentrogonida とアケントロゴン目 Akentrogonida のいずれかに分類された[11]。
      - Chthamalophilidae フジツボフクロムシ科
      - Clistosaccidae 科
      - Duplorbidae 科
      - Mycetomorphidae 科
      - Parthenopeidae 科
      - Peltogasterellidae 科
      - Peltogastridae ナガフクロムシ科 （=Lernaeodiscidae イタフクロムシ科）
      - Pirusaccidae 科
      - Polyascidae 科
      - Polysaccidae 科
      - Sacculinidae フクロムシ科
      - Thompsoniidae ツブフクロムシ科
      - Triangulidae 科

    -  Thoracica 完胸下綱（完胸上目）- Buckeridge & Newman 2006[23] や Chan et al. 2021[1] 以前では下位分類群が Pedunculata 有柄目[注釈 3]と Sessilia 無柄目[注釈 4]のいずれかに分類された。
      - Phosphatothoracica 上目
        - Iblomorpha ケハダエボシガイ目（ケハダエボシガイ亜目）（=Ibliformes）
          - Iblidae ケハダエボシ科
          - Idioiblidae 科

        - † Eolepadomorpha 目
          - †Eolepadidae アカツキミョウガガイ科（三畳紀 - 白亜紀）
          - †Praelepadidae 科（石炭紀）

      - Thoracicalcarea 上目
        - †Archaeolepadomorpha 目
          - †Archaeolepadidae 科（ジュラ紀 - 白亜紀）
          - †Myolepadidae 科（白亜紀）
          - †Stramentidae 科（白亜紀）

        - Pollicipomorpha 目
          - Pollicipedidae 科（白亜紀 - 現世）- カメノテなど
          - Lithotryidae 科
          - †Zeugmatolepadidae 科（ジュラ紀 - 始新世）

        - Calanticomorpha 目
          - †Cretiscalpellidae 科（白亜紀）
          - †Titanolepadidae 科（白亜紀）
          - †Calanticidae 科（白亜紀 - 現世）

      - Scalpellomorpha ミョウガガイ目（ミョウガガイ亜目）（=Scalpelliformes）
        - Lepadoidea 上科
          - Lepadidae エボシガイ科（始新世 - 現世） - エボシガイなど
          - Heteralepadidae 科
          - Poecilasmatidae 科
          - Rhizolepadidae 科
          - Malacolepadidae 科

        - Scalpelloidea 上科
          - Scalpellidae ミョウガガイ科（白亜紀 - 現世） - ミョウガガイなど
          - †Proverrucidae 科（白亜紀）

        - Neolepadoidea 上科
          - Neolepadidae 科（更新世 - 現世）
          - Neoverrucidae 科
          - Neobrachylepadidae 科

      - Verrucomorpha ハナカゴ目（ハナカゴ亜目）- ハナカゴ。
        - †Pycnolepadidae 科（白亜紀 - 更新世）[注釈 5][24]
        - †Eoverrucidae 科（白亜紀）
        - Verrucidae 科（白亜紀 - 現世）

      - Balanomorpha フジツボ目（フジツボ亜目）- 狭義のフジツボ。
        - †Brachylepadidae 科（白亜紀 - 暁新世）[注釈 5][24]
        - †Pachydiadematoidea 上科
          - † Pachydiadematidae 科（白亜紀）

        - Chthamaloidea イワフジツボ上科
          - Chthamalidae イワフジツボ科（始新世 - 現世）
          - Pachylasmatidae 科（暁新世 - 現世）
          - Waikalasmatidae 科（中新世 - 現世）
          - Catophragmidae 科
          - Chionelasmatidae アカツキフジツボ科（始新世 - 現世）

        - Elminoidea 上科
          - Elminidae 科（中新世 - 現世）

        - Coronuloidea オニフジツボ上科
          - Chelonibiidae カメフジツボ科（始新世 - 現世）
          - Coronulidae オニフジツボ科
          - Tetraclitidae クロフジツボ科（始新世 - 現世）
          - Bathylasmatidae 科（暁新世 - 現世）
          - Austrobalanidae 科（始新世 - 現世）

        - Balanoidea フジツボ上科
          - Balanidae フジツボ科（始新世 - 現世）
          - Pyrgomatidae サンゴフジツボ科（中新世 - 現世）